# Capreolinae
Los capreolinos, también conocidos como neocervinos, odocoileínos o ciervos del Nuevo Mundo (Capreolinae), es una de las tres subfamilias de la familia Cervidae.

## Clasificación
Según Mammal Species of the World la subfamilia está conformada por 10 géneros y 23 especies existentes, siendo la más nueva "Pudella carlae", descubierta en 2024. Aunque esta subfamilia se llama ciervos del Nuevo Mundo, la subfamilia de los capreolinos o neocervinos agrupa al alce (tanto europeo como americano), al reno o caribú, al corzo y a todos los cérvidos del continente americano a excepción del uapití.
- Subfamilia Capreolinae
  - Género Alces
    - Alces alces (alce euroasiático)
    - Alces americana (?) (alce americano)

  - Género Blastocerus
    - Blastocerus dichotomus (ciervo de los pantanos)

  - Género Capreolus
    - Capreolus capreolus (corzo)
    - Capreolus pygargus (corzo siberiano o corzo asiático)

  - Género Hippocamelus
    - Hippocamelus antisensis (taruca, venado andino o huemul del norte)
    - Hippocamelus bisulcus (huemul, güemul o ciervo sur andino)

  - Género Mazama
    - Mazama americana (corzuela colorada o guazú-pitá)
    - Mazama bororo (corzuela rojiza pequeña)
    - Mazama bricenii (candelillo o locha)
    - Mazama chunyi
    - Subulo gouazoubira (guazuncho, viracho, guazú virá, masuncho, urina o corzuela parda)
    - Mazama nana (corzuela pigmea)
    - Mazama pandora
    - Mazama rufina (venado del páramo)
    - Mazama temama (temazate de América Central)

  - Género Odocoileus
    - Odocoileus hemionus (ciervo mulo o venado bura)
    - Odocoileus virginianus (venado de cola blanca)

  - Género Ozotoceros
    - Ozotoceros bezoarticus (venado de las Pampas)

  - Género Pudella
    - Pudella carlae (Pudú de Huancabamba)
    - Pudella mephistophiles (pudú del norte)

  - Género Pudu
    - Pudu puda (pudú del sur)

  - Género Rangifer
    - Rangifer tarandus (reno o caribú)